# 용강서원 충열사 및 14의사 묘정비
용강서원 충열사 및 14의사 묘정비(龍岡書院 忠烈祠 및 14義士 廟庭碑)는 대한민국 경상북도 청도군 이서면에 있는 충열사 및 비석이다. 1998년 8월 3일 경상북도의 기념물 제129호로 지정되었다.

## 용강서원
고려 때 문신으로 청도에 터전을 잡아 밀양 박씨의 시조가 된 박익(1332∼1398)과 임진왜란 때 공을 세운 14의사의 충절을 기리고, 후진을 양성하기 위해 세운 서원이다. 경내에는 위패를 모신 사당인 충열사와 14의사 묘정비가 있다.
고려 때 예부시랑, 중서령 등의 벼슬을 지내고 여러 번 왜구와 여진을 토벌하는 공을 세웠던 박익 선생은 조선이 개국되자 벼슬을 사양하고 두문동에 들어가 은거하며 여생을 보냈다.

## 충열사 배향인물
- 박익(朴翊, 1332~1398)
- 박경신(朴慶新, 1544~)
- 박경인(朴慶因)
- 박경전(朴慶傳, 1553~1623)
- 박경윤(朴慶胤)
- 박경선(朴慶宣)
- 박선(朴瑄)
- 박찬(朴璨)
- 박지남(朴智男)
- 박린(朴璘)
- 박근(朴瑾)
- 박숙(朴琡)
- 박우(朴瑀)
- 박철남(朴哲南)
- 박구(朴球)

## 14의사 묘정비
14의사 묘정비(廟庭碑)는 1876년 건립한 것으로 비문은 동몽교관(童蒙敎官) 김시질(金是瓆)이 찬하고 서자(書者)는 천주교도(天主敎徒) 이가환(李家煥)이다. 임란 당시의 상황을 매우 상세하게 기술하고 있으며 비각의 구조도 원형을 유지하고 있다. 국가가 위기에 처했을 때 생명을 돌보지 않고 분연히 일어난 밀양박씨 일족의 위국충절(爲國忠節)과 그 전통을 400년이 넘도록 면면히 이어온 후손들의 의지는 후대들의 귀감이 되고 있다.
14의사는 임진왜란 때 의병을 일으켜 밀양·청도·경산 등지에서 크게 활약한 밀양 박씨 가문의 14분으로 모두 부자, 형제, 사촌 등의 친척들이다. 이들 가운데 11분은 선무원종공신1·2·3등에 각각 봉해지고 한 분은 병자호란 때 1등공신이 되었는데, 다른 가문에서는 찾아볼 수 없는 매우 희귀한 경우이다.

## 참고 자료
- 용강서원충열사및14의사묘정비 - 국가유산청 국가유산포털
- 용강서원(龍岡書院) - 한국서원연합회